# António Calvário
António Calvário da Paz (Maputo, 17 ottobre 1938) è un cantante e attore portoghese.
Dopo aver vinto il primo Festival da Canção, ha rappresentato il Portogallo all'Eurovision Song Contest 1964 con il brano Oração, classificandosi ultimo con 0 punti.

## Biografia
Nato a Lourenço Marques (oggi Maputo), allora capitale del Mozambico portoghese, all'età di 8 anni si trasferì con la famiglia in Portogallo, nella città di Portimão, dove inizia a prendere lezioni di canto da sua nonna, il soprano Corina Freire.
Nel 1960 ha preso parte al Festival da Canção Portuguesa, un festival musicale non competitivo organizzato dall'emittente portoghese Emissora Nacional de Radiodifusão, con il suo singolo di esordio, Regresso. Successivamente collabora con la cantante Maria de Lourdes Resende, pubblicando l'EP O papá e a mamã.
Nel 1964 ha preso parte al primo Festival da Canção con il brano Oração, vincendo il concorso e ottenendo il diritto di rappresentare il Portogallo all'Eurovision Song Contest 1964. Nonostante la vittoria in patria, il brano si classificò al 13º e ultimo posto, con i brani di Germania Ovest, Jugoslavia e Svizzera.

## Cinema
António Calvário, protagonista del film di Augusto Fraga Uma Hora de Amor, insieme a Madalena Iglésias e Júlia Buisel, con la sua interpretazione dà un contributo effettivo al cinema portoghese grazie all'entrata dirompente nella scena iniziale eseguendo un pezzo rock con improvvisazioni di sax non scalfito dal tempo, anche nel senso del linguaggio cinematografico. Stessa funzione infatti assolveranno, ad esempio, due brani che ritroviamo in La lettera , il film di Manoel de Oliveira del 1999 dove Pedro Abrunhosa esegue il suo graffiante pezzo, e in Tabù di  Miguel Gomes del 2012, dove Baby I love you di Phil Spector, eseguita dai Ramones, è visivamente interpretata dagli attori del film con inserimenti etnici africani. In quegli anni appena precedenti ad António Calvário la «nouvelle vague francese cominciava allora a muovere i primi passi» a livello internazionale.  Il cinema novo portoghese nasce all'interno di una polemica tra scuole diverse, compresa naturalmente quella nazionale già stigmatizzata da Luchino Visconti su Cinema  in un articolo del 1941 intitolato I cadaveri, «dove ordinava alla generazione che nel decennio precedente aveva incarnato il cinema del regime di ritirarsi "al cimitero"». La differenza tra i moltissimi autori e teorici «era nella confezione e (...) nel talento». Nonché nell'interpretazione dei critici nel tempo. Júlia Buisel la ritroveremo assistente alla regia di Manoel de Oliveira proprio nel film La lettera.

## Discografia

### Album
- 1973 - Regresso
- 1977 - António Calvário
- 2000 - Volta
- Amor sem ti

### EP
- 1960 - O papá e a mamã (con Maria de Lourdes Resende)
- 1961 - Oração de amor
- 1961 - 3º Festival da Canção Portuguesa (con Maria de Fátima Bravo)
- 1961 - Melodias de sempre Nº 3 (con Maria Fernanda Soares e Maria Cândida)
- 1962 -  A terra (con Maria Zé e Maria de Lourdes Resende)
- 1962 - Perdão para dois
- 1967 - Canções de Natal
- 1967 - O vento mudou

### Singoli
- 1964 - Oração

## Filmografia
- Uma Hora de Amor, regia di Augusto Fraga (1964)